# Edmodo
Edmodo è stata una società di tecnologia educativa che offriva una piattaforma di comunicazione, collaborazione e coaching per scuole e insegnanti del K-12 . La rete Edmodo consentiva agli insegnanti di condividere contenuti, assegnare quiz, compiti e gestire la comunicazione con studenti, colleghi e genitori. Edmodo era molto incentrato sull'insegnante nel design e nella filosofia: studenti e genitori potevano unirsi a Edmodo solo se invitati da un insegnante tramite codice. Edmodo era gratuito, ma offriva anche servizi premium a pagamento. Al momento della chiusura, erano registrati 87,4 milioni di account.

## Storia
Edmodo è stata fondata da Nic Borg, Jeff O'Hara e Crystal Hutter nel 2008. È supportato da Index Ventures, Benchmark, Greylock Partners, Learn Capital, New Enterprise Associates, Union Square Ventures, Glynn Capital Management, Tenaya Capital, SingTel Innov8 e KDDI. A partire da luglio 2019 Edmodo ha affermato di avere oltre 100 milioni di utenti in tutto il mondo. Circa la metà di questi utenti era negli Stati Uniti, mentre l'altra metà si trova in 180 paesi di tutto il mondo. Concentrazioni significative erano situate a Singapore, in Indonesia, in Uruguay e in Italia. Circa il 10% di questi utenti erano insegnanti.
Nel 2013, Edmodo è stato inserito nella lista di "Le migliori app per insegnanti" da PC Magazine . Nello stesso anno, Edmodo ha acquisito una startup, Root-1, nel tentativo di diventare l'app store per l'istruzione. Vibhu Mittal, cofondatore e CEO di Root-1, divenne l'amministratore delegato di Edmodo l'anno successivo.
Nel 2014 Edmodo ha lanciato Snapshot, una serie di strumenti di valutazione per misurare i progressi degli studenti rispetto agli standard educativi. Il digest Edtech ha assegnato a Edmodo Snapshot il Cool Tool Award per la migliore soluzione di valutazione. La società ha collaborato con due importanti editori nel Regno Unito, la Oxford University Press e la Cambridge University Press per fornire accesso a contenuti educativi sulla piattaforma Edmodo e portare Edmodo Snapshot nel Regno Unito.
Nel marzo 2015, Noodle ha classificato Edmodo come uno dei "32 strumenti didattici online più innovativi". Nel gennaio 2017, Edmodo ha lanciato corsi di sviluppo professionale per insegnanti nello stato di New York in collaborazione con il NYPTI. Questi includevano sia un componente dell'aula video sincrona che un componente di discussione asincrono basato sul testo, questa funzione è stata utilizzata da migliaia di insegnanti. Nel giugno 2017, Frost e Sullivan hanno annunciato la vittoria, da parte di Edmodo nel Customer Value Leadership Award.
Il 17 maggio 2017, Edmodo ha inviato un'e-mail informando gli utenti che è stata vittima di un grave hack di informazioni sugli utenti. Sono stati violati circa 77 milioni di dati degli utenti: inclusi nome utente, password con hash e indirizzo e-mail (in una parte dei casi, poiché non tutti solo gli insegnanti necessitano di un indirizzo e-mail per registrarsi). Il furto delle password è stata la cosa più complicata dal momento che le password erano sia hash che crittografate usando l'algoritmo bcrypt. Non ci sono notizie di dati scolastici interessati, né identità compromesse, secondo un'indagine compiuta da esperti esterni richiesta dalla società.
Nel giugno 2017, Edmodo ha annunciato la pubblicazione di Ask Mo, un motore di ricerca video educativo, per creare dei vantaggi nell'apprendimento automatico su dei set di dati: la ricerca si basa su video condivisi dagli insegnanti nel contesto di discussioni educative e può essere filtrato per argomento e livello.
L'8 aprile 2018, NetDragon ha annunciato l'acquisto di Edmodo per $ 137,5 milioni in contanti e azioni.
Il 15 agosto 2022, Edmodo ha annunciato la chiusura della piattaforma, prevista per il 22 settembre 2022.
Dal 22 settembre 2022 il sito non è più raggiungibile.